# Уейвърли
 Тази статия е за града в Съединените щати.  За романа на Уолтър Скот вижте Уейвърли (роман).  
Уейвърли (на английски: Waverly) е град в окръг Споукан, щата Вашингтон, САЩ. Уейвърли е с население от 116 жители (2006) и обща площ от 1 km². Намира се на 728 m надморска височина. ЗИП кодът му е 99039, а телефонният му код е 509.